# Cataracts Provincial Park
Cataracts Provincial Park är en park i Kanada.   Den ligger i provinsen Newfoundland och Labrador, i den östra delen av landet, 1 700 km öster om huvudstaden Ottawa. Cataracts Provincial Park ligger 75 meter över havet.
Terrängen runt Cataracts Provincial Park är lite kuperad.Trakten är glest befolkad. Närmaste större samhälle är Mount Carmel-Mitchells Brook-St. Catherines, 14,9 km sydost om Cataracts Provincial Park. 
I omgivningarna runt Cataracts Provincial Park växer i huvudsak barrskog.